# میان‌آباد (شاهرود)
میان‌آباد از روستاهای شهرستان شاهرود در استان سمنان ایران است.
این روستا در دهستان خرقان (شاهرود) در بخش بسطام جای دارد. جمعیت روستای میان‌آباد بر پایه نتایج سرشماری سال ۱۳۹۵ برابر با ۵۷۴ نفر (۱۸۶خانوار) می‌باشد.
لهجه مردم این روستا کمی متفاوت با لهجه عامیانه شاهرودی است
بیشتر کلمات و شکل تلفظ گویش میان آبادی ریشه در واژگان پارتی و سکایی دارد